# Chocianów
Chocianów là một thị trấn thuộc Polkowicki, tỉnh Dolnośląskie ở miền tây nam Ba Lan. Thị trấn có diện tích 9 km². Đến ngày 1 tháng 1 năm 2011, dân số của thị trấn là 8096 người và mật độ 900 người/km².